# レスリー・ジョーダン
レスリー・ジョーダン（Leslie Jordan, 1955年4月29日 - 2022年10月24日）は、アメリカ合衆国の俳優、劇作家である。

## 来歴
アメリカ国内では俳優として様々なテレビ・映画へ出演し、劇作家としても知られる。1955年にテネシー州のチャタヌーガに生まれる。数ある出演作の中でも特に知られているのが、日本でも放送されたコメディドラマ『ふたりは友達? ウィル&グレイス』でのビヴァリー・レスリー役。この役でプライムタイム・エミー賞のテレビシリーズ部門における最優秀ゲスト賞を受賞した。
舞台俳優としても知られており、自身は劇作家としても活躍している。主な作品は『Sordid Lives』という作品や『Lost in the Pershing Point Hotel』など。この2つは映画化もされている。また、近年では『Like a Dog on Linoleum』という一人芝居の演目で全米ツアーも行った。1988年にリチャード・プライヤーが主演する『OH! 引っ越し』で映画デビュー。それ以降、人気シリーズの続編『ジェイソンの命日』や、エマ・ストーン主演の『ヘルプ 〜心がつなぐストーリー〜』でのストーン演じる主人公がアルバイトする出版社の編集長役などの出演作品がある。

### 衝突事故
2022年10月24日、ロサンゼルスハリウッドにて自動車を運転中に衝突事故を起こし死去。67歳没。レスリーの広報担当者が「NBC News」にて死去した事を明らかにし、「運転中、衝突する前に医療的な緊急事態に陥った疑いがある」と語っていた。レスリーの訃報を受けて『ふたりは友達? ウィル&グレイス』のウィル役であるエリック・マコーマックは、「レスリー・ジョーダンが亡くなったことを知り、ショックを受けています。彼は私の知る限り、最もおもしろくて遊び心のある南部の紳士でした。彼が『ウィル＆グレイス』の一話一話にもたらした喜びと笑いは明らかです。逝ってしまうには30年も早いよ。みんなから愛されていた人」とツイートをした。

## 出演作品

### 映画
| 公開年 | 邦題 原題                                                                            | 役名                             | 備考                      |
| ------ | ------------------------------------------------------------------------------------ | -------------------------------- | ------------------------- |
| 1988   | フランケンシュタイン 桃色病院 Frankenstein General Hospital                          | イギー                           |                           |
| 1988   | OH! 引っ越し Moving                                                                  | バーの客                         |                           |
| 1989   | ロード・レイダース The Road Raiders                                                  | ウィップ                         | テレビ映画 クレジットなし |
| 1990   | スキー・パトロール Ski Patrol                                                        | マーレイ                         |                           |
| 1993   | ジェイソンの命日 Friday the 13th: Anniversary of Jason                               | シェルビー                       |                           |
| 1998   | グッバイ・ラバー Goodbye Lover                                                       | ホーマー                         |                           |
| 2000   | ジョン・ジョン・イン・ザ・スカイ John John in the Sky                                | トット・ディクソン               |                           |
| 2000   | Lost in the Pershing Point Hotel                                                     | 語り手                           | 兼原作                    |
| 2004   | ホーム・オン・ザ・レンジ にぎやか農場を救え! Home on the Range                       |                                  | 声の出演                  |
| 2004   | マッド・カンニバル Madhouse                                                          | モートン                         |                           |
| 2007   | ワイルド・オブ・ザ・デッド Undead or Alive: A Zombedy                                | パドレ                           |                           |
| 2010   | ラブ・ランチ Love Ranch                                                              | マーティン                       |                           |
| 2011   | ヘルプ 〜心がつなぐストーリー〜 The Help                                             | ミスター・ブラックリー           |                           |
| 2016   | フィアー・インク Fear, Inc.                                                          | ジャドソン                       |                           |
| 2021   | ザ・ユナイテッド・ステイツ vs. ビリー・ホリデイ The United States vs. Billie Holiday | レジナルド・ロード・ディヴァイン |                           |

### テレビシリーズ
| 放映年    | 邦題 原題                                                             | 役名                                          | 備考                  |
| --------- | --------------------------------------------------------------------- | --------------------------------------------- | --------------------- |
| 1989      | TVキャスター マーフィー・ブラウン Murphy Brown                        | カイル                                        | 1エピソード           |
| 1989      | The People Next Door                                                  | トルーマン・フィップス                        | 10エピソード          |
| 1989      | ミッドナイトDJ Midnight Caller                                        | リトル・ボブ・ジョンソン                      | 1エピソード           |
| 1990      | ピーウィーのプレイハウス Pee-wee's Playhouse                          | バスビー                                      | 1エピソード           |
| 1991      | Top of the Heap                                                       | エメット                                      | 6エピソード           |
| 1992-1993 | Reasonable Doubts                                                     | クリフォード・サイズモア                      | 16エピソード          |
| 1992-1993 | Bodies of Evidence                                                    | ラマー・サミュエルズ                          | 16エピソード          |
| 1993,1994 | 新スーパーマン Lois & Clark: The New Adventures of Superman           |                                               | 別の役で2エピソード   |
| 1994-1995 | Hearts Afire                                                          | ロニー・ガー                                  | 27エピソード          |
| 1996      | スタートレック:ヴォイジャー Star Trek: Voyager                        | コル                                          | 1エピソード           |
| 1997      | ウイングス Wings                                                      | テディ                                        | 1エピソード           |
| 1998      | ダーマ&グレッグ Dharma & Greg                                         | ケニー                                        | 1エピソード           |
| 1998      | パシフィック・ブルー Pacific Blue                                     | ボー                                          | 1エピソード           |
| 1998      | キャロライン in N.Y. Caroline in the City                             | レスリー博士                                  | 2エピソード           |
| 1999      | L.A.大捜査線 マーシャル・ロー Martial Law                             | ホレイショ・ホーキンス                        | 1エピソード           |
| 2000      | サブリナ Sabrina, the Teenage Witch                                   | チャック                                      | 1エピソード           |
| 2000      | 刑事ナッシュ・ブリッジス Nash Bridges                                 | ウォルター                                    | 1エピソード           |
| 2000,2002 | サン・オブ・ザ・ビーチ Son of the Beach                               | ジョーダン                                    | 2エピソード           |
| 2001      | アリー my Love Ally My Love                                           | ベンジャミン・ハリス                          | 2エピソード           |
| 2001-2002 | ボストン・パブリック Boston Public                                    | ベンジャミン・ハリス                          | 5エピソード           |
| 2001-2006 | ふたりは友達? ウィル&グレイス Will & Grace                            | ベヴァリー・レスリー                          | 11エピソード          |
| 2004      | 名探偵モンク Monk                                                     | 役人                                          | 1エピソード           |
| 2005      | ボストン・リーガル Boston Legal                                       | バーナード・フェリオン                        | 6エピソード           |
| 2005,2006 | アメリカン・ダッド American Dad!                                      | Mr. Beauregard                                | 2エピソードに声の出演 |
| 2007      | アグリー・ベティ Ugly Betty                                           | クインシー・コムズ                            | 1エピソード           |
| 2007      | Hidden Palms                                                          | ジェシー・ジョー                              | 5エピソード           |
| 2008      | 12 Miles of Bad Road                                                  | ケニー・キングマン                            | 6エピソード           |
| 2008      | Sordid Lives: The Series                                              | ブラザー・ロイ                                | 11エピソード          |
| 2011      | デスパレートな妻たち Desperate Housewives                             | フェリックス・バーグマン                      | 2エピソード           |
| 2012,2013 | シングルパパの育児奮闘記 Raising Hope                                 | ボブ神父                                      | 2エピソード           |
| 2013      | アメリカン・ホラー・ストーリー：魔女団 American Horror Story          | クエンティン・フレミング                      | 3エピソード           |
| 2013      | スーパーナチュラル Supernatural                                       | ヨーキー（声の出演）                          | 1エピソード           |
| 2016      | ティーン・スパイ K.C. K.C. Undercover                                 | セシル・B・デミル                             | 1エピソード           |
| 2017      | アメリカン・ホラー・ストーリー：体験談 American Horror Story: Roanoke | クリケット・マーロウ / アシュリー・ギルバート | 3エピソード           |